# Herbert Töscher
Herbert Töscher, auch Herbert Tešer († April 1944), war ein deutscher Landrat.

## Leben
Nach dem Überfall des Deutschen Reiches auf das Königreich Jugoslawien am 6. April 1941 wurde der jugoslawische Teil der Steiermark als CdZ-Gebiet Untersteiermark vom Großdeutschen Reich annektiert. Am 14. April 1941 trat die bislang jugoslawische Bezirkshauptmannschaft Maribor dem Gebiet des Chefs der Zivilverwaltung in der Untersteiermark bei. Es entstand in der Folge u. a. der Landkreis Marburg an der Drau, als dessen Landrat am 1. Juli 1941 zunächst kommissarisch der bisherige politische Kommissar Herbert Töscher eingesetzt wurde. Mit Wirkung vom 1. November 1941 erhielt er dann offiziell dieses Amt in Marburg an der Drau (Maribor) übertragen. In den letzten Jahren des Zweiten Weltkrieges wurde Töscher zur deutschen Wehrmacht einberufen und fiel im April 1944.